# Franz Leinfelder

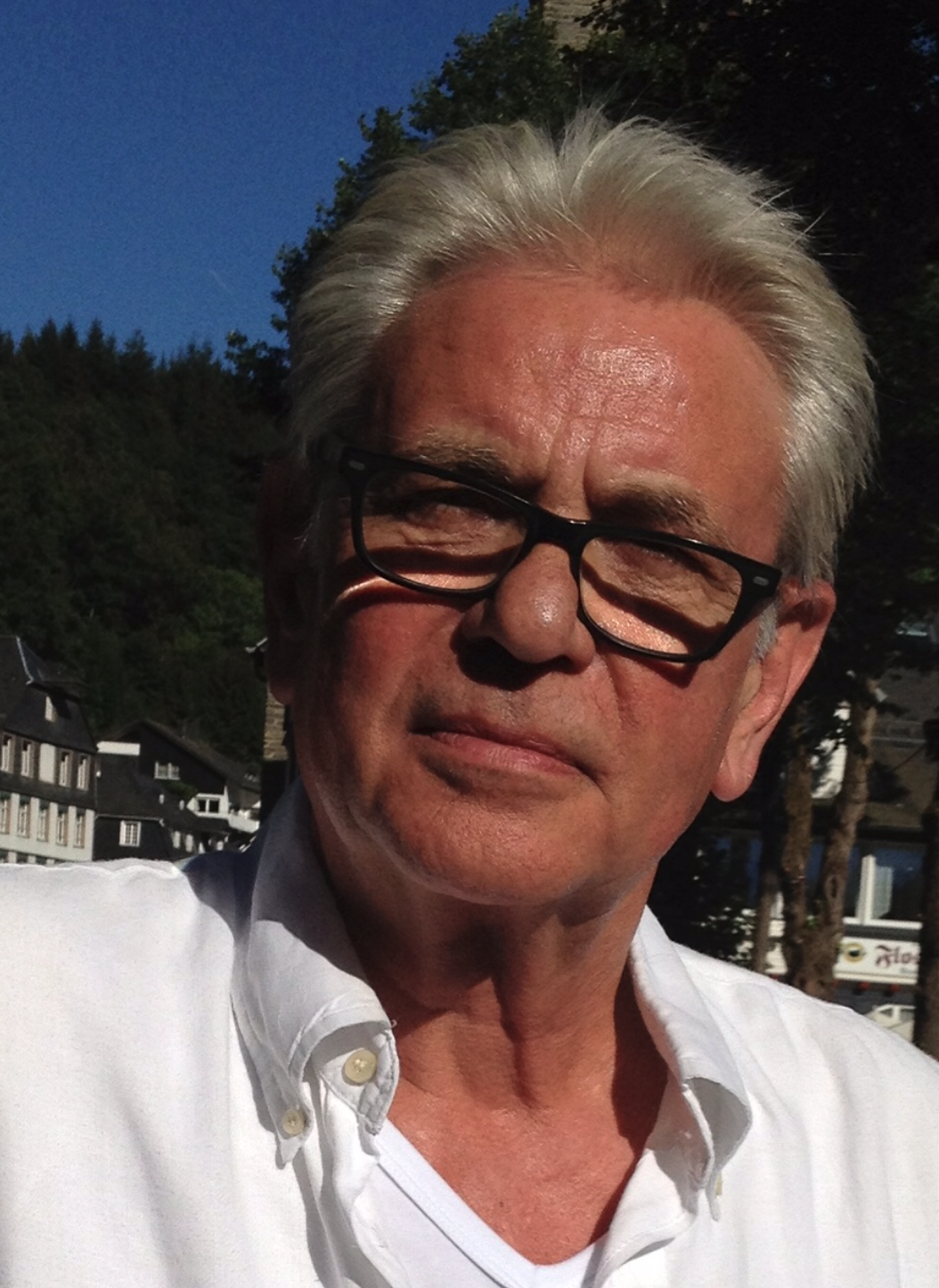
Franz Leinfelder (2021)

Franz Leinfelder (* 1941 in Solingen) ist ein deutscher Maler und Bildhauer, der sich vorwiegend Materialbildern aus Holz, Eisen, Papier sowie Skulpturen aus Metall widmet.
Bekannt wurde Leinfelder durch das Stadtmaskottchen von Haan und Werke im öffentlichen Raum rund um Haan und Langenfeld in Nordrhein-Westfalen. Mehrere dieser bis zu 4,50 Meter hohen Skulpturen stehen in der Region.

## Leben und Schaffen
Leinfelder wuchs auf dem elterlichen Bauernhof in Haan in einem künstlerischen Umfeld auf. Sein Vater Franz Xaver Leinfelder (1901–1984) war Landwirt und zugleich Kunstmaler. Nach abgeschossenem Ingenieurstudium an der Universität Essen gründete Leinfelder 1965 ein Ingenieur- und Vermessungsbüro, das er bis 2017 betrieb.
Anfang der 1980er-Jahre entstanden erste Materialbilder. Leinfelder debütierte 1975 mit einer Gruppenausstellung in Wuppertal. In den folgenden Jahren sammelte er auf zahlreichen Reisen u. a. durch Westafrika, Europa und die USA Eindrücke, die er in seine Werke einfließen ließ.
Seit seinen künstlerischen Anfängen bedient sich Leinfelder immer wieder neuer Techniken, Arbeitsmethoden sowie Materialien. Zeichnungen, Karikaturen, reliefartige Arbeiten mit Fundstücken bis zu großflächigen Schweißarbeiten gehören zu seinen Werken. Er verwendet bei seinen Kunstwerken Dinge aus verschiedenen Materialien und fügt sie zu neuen Skulpturen mit einer eigenwilligen Formensprache zusammen.
Der Kunsthistoriker Frank Günter Zehnder nannte Leinfelder den „typisch obsessiven Künstler, der erst in seinem zweckfreien Schaffen wirklich frei ist.“ „Er hat einen riesigen Ideenspeicher, aus dem er fortwährend schöpft“, so Zehnder bei einer Eröffnungsrede.
2000 erfolgten die ersten Ausstellungen auf Einladung in die USA, 2001 wurde Leinfelder zur Teilnahme der ArteBA in Buenos Aires eingeladen.
2016 erfolgte seine Retrospektive aus über 50 Jahren Schaffen in der Wasserburg Haus Graven. Das älteste Werk war eine 1960 entstandene Collage, die ein Labyrinth mit Schlüsseln zeigt.
Seine letzten Arbeiten aus den Jahren 2019 und 2020 nahmen politisch Bezug zu Aleppo und den Zerstörungen durch den Syrienkrieg. Diese Arbeiten wurden in der Alten Pumpstation Haan ausgestellt.
In den Jahren von 1975 bis 1990 benutzte Leinfelder einen ausrangierten Wuppertaler Schwebebahnwagen, den er auf sein Grundstück in Haan transportieren ließ, als Atelier. Seit 1998 arbeitete Leinfelder in seinem neu errichteten Atelier in Langenfeld-Richrath.

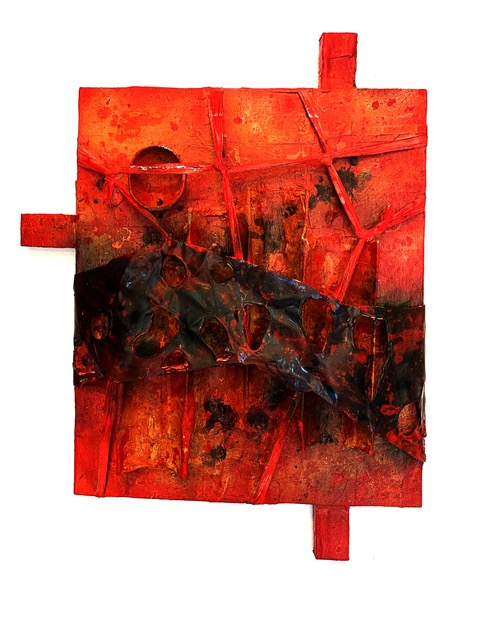
Reliefcollage Ohne Titel – Pappe mit Leinen überarbeitet, bemalt
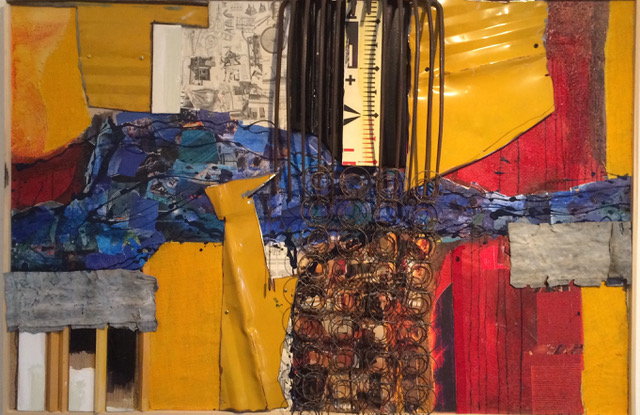
Reliefcollage Ohne Titel aus Stahlfedern, Bleche, Zeitungsausschnitte, auf Tischlerplatte, bemalt

## Werke im öffentlichen Raum (Auswahl)

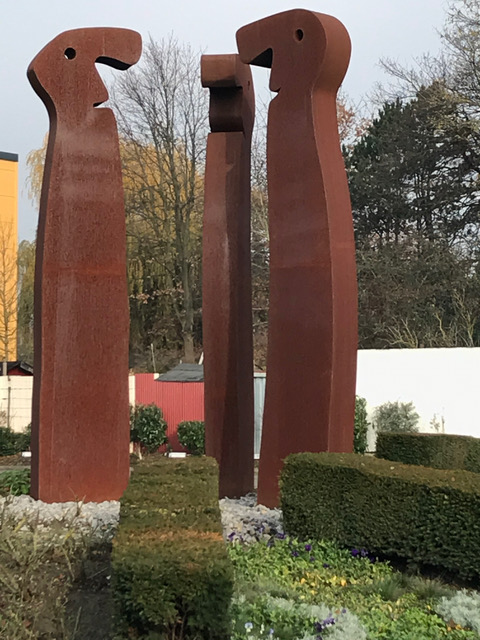
Die Schwaadlappen – Cortenstahl, Höhe 4,50 m, Standort Langenfeld Immigrath

Verschiedene Skulpturen sind im öffentlichen Raum aufgebaut bzw. ausgestellt. Auf dem Skulpturenweg in Sankt Augustin steht die 2,5 Meter hohe Eisenskulptur „Er und Sie“. Leinfelder ist der Schöpfer der Figur des Haans, einem Männchen mit Knollennase. In Langenfeld steht auf einer Verkehrsinsel Franz Leinfelders überdimensionale Figurengruppe Schwaadlappe sowie die „Damenwahl“, ein Ensemble aus elf Figuren aus Stahlblech. In Haan sind mehrere Skulpturen auf Sitzbänken installiert, u. a. „Haans und Haana“, in Wiescheid ist eine Skulpturengruppe aus Vater, Mutter, zwei Kindern und einem Hund installiert.

## Ausstellungen (Auswahl)
- Von 1975 bis 1990 Teilnahme an Gemeinschaftsausstellungen
- 1996 „Schelmenturm“ Monheim am Rhein
- 1997 Kairos New Art Gallery/München
- 1999 Neanderthal Museum/Mettmann
- 1999/2000 Teilnahme aus Einladung der Galerie Emilia Suciu an „Constructive Art in Europe at the threshold of the Third Millenium“
- 2000 Kairos New Art in Gallery/München, Galerie b2 in Solingen, Gallery Marion Meyer/Contemporary Art Laguna Beach Kalifornien, USA
- 2000 Teilnahme an der „Art Straßburg“ auf Einladung „Art Forum Riehen“ Basel
- 2000 „Kairos New Art Gallery“ München
- 2001 „ArteBa“ / Buenos Aires Argentinien – „artbarn“/Niagara Art/Meerbusch/Düsseldorf (16)
- 2005 „Pumpstation“ Stadt Haan mit Franz Josef van der Grinten
- 2006 Niagara „artbarn“ Meerbusch, Beteiligung an EN KUNST/Ennepetal
- 2007 Beteiligung am „Salon der modernen Kunst“ in Senlis, Frankreich sowie am Projekt „Kunstquadrat“ Köthen
- 2008 und 2009 Mehrfache Ausstellungen im Atelierhaus „WIEgeSCHEID“ in Langenfeld
- 2009 „Gesichter“ KUNST IM KELLER, Haan/Rheinland
- 2009 Teilnahme „Les Fèvres“ in Eu, Frankreich
- 2010  Galerie Remise Degewo, Berlin, mit Fritz Jacobi
- 2011 Pumpstation-Haan. Kulturelles Forum mit Prof. Dr. Günter Zehnder
- 2013 Dückeburg in Langenfeld
- 2016 Wasserburg Haus Grafen, mit Beate Domdey-Fehlau im Kunstverein Langenfeld[9]
- 2017 Galerie Achtzig Berlin
- 2018 Sport trifft Kunst, Sportpark in Landwehr[8]
- 2019 Aleppo, Alte Pumpstation Haan[6]